# فرخ‌آباد پایین
فرخ‌آباد پایین، روستایی در دهستان اناران بخش مرکزی شهرستان دهلران در استان ایلام ایران است.

## جمعیت
بر پایه سرشماری عمومی نفوس و مسکن در سال ۱۳۹۵، جمعیت این روستا برابر با ۲۴۰ نفر (۶۱ خانوار) بوده‌است.